# Fresselines

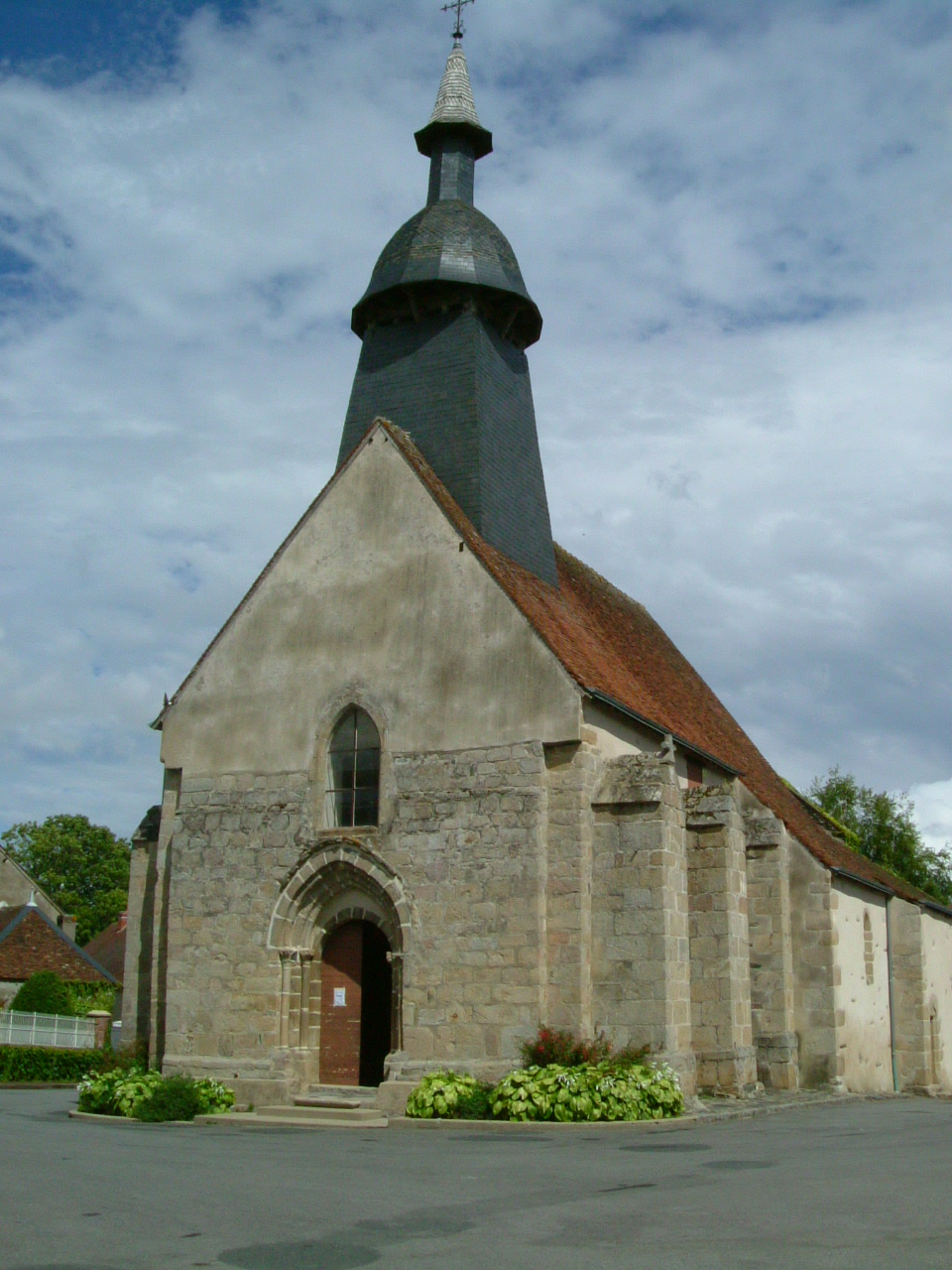
Kościół we Fresselines (2008)

Fresselines – miejscowość i gmina we Francji, w regionie Nowa Akwitania, w departamencie Creuse.
Według danych na rok 1990 gminę zamieszkiwało 735 osób, a gęstość zaludnienia wynosiła 24 osoby/km² (wśród 747 gmin Limousin Fresselines plasuje się na 180. miejscu pod względem liczby ludności, natomiast pod względem powierzchni na miejscu 162.).

## Populacja

Populacja Fresselines w latach 1962–2008